# Campeonato Sul-Americano de Atletismo de 1999 - Resultados
Estes são os resultados do Campeonato Sul-Americano de Atletismo de 1999 que ocorreram de 25 a 27 de julho de 1999 em Bogotá, na Colômbia.  Como o estádio está localizado a 2600 metros acima do nível do mar, o desempenho em alguns eventos foram auxiliados pela alta altitude. 

## Resultado masculino

### 100 metros
| Posição | Bateria | Atleta             | Nacionalidade | Tempo | Notas |
| ------- | ------- | ------------------ | ------------- | ----- | ----- |
| 1       | 2       | Claudinei da Silva | Brasil        | 10.15 | Q     |
| 2       | 1       | André da Silva     | Brasil        | 10.16 | Q     |
| 3       | 2       | Ricardo Roach      | Chile         | 10.25 | Q     |
| 4       | 2       | Heber Viera        | Uruguai       | 10.27 | Q,    |
| 5       | 1       | Sebastián Keitel   | Chile         | 10.37 | Q     |
| 6       | 1       | Iván Altamirano    | Argentina     | 10.53 | Q     |
| 7       | 2       | Gabriel Simón      | Argentina     | 10.55 | q     |
| 8       | 1       | Rubén Techeira     | Uruguai       | 10.59 | q     |
| 9       | 2       | José Carabalí      | Venezuela     | 10.77 |       |
| 10      | 2       | Cristian Gutiérrez | Equador       | 10.78 |       |
| 11      | 2       | Jimmy Pino         | Colômbia      | 10.81 |       |
| 12      | 1       | John Córdoba       | Colômbia      | 10.82 |       |
| 13      | 1       | Fabricio Lara      | Equador       | 11.04 |       |

| Posição           | Atleta             | Nacionalidade | Tempo | Notas            |
| ----------------- | ------------------ | ------------- | ----- | ---------------- |
| Medalha de ouro   | André da Silva     | Brasil        | 10.06 |                  |
| Medalha de prata  | Sebastián Keitel   | Chile         | 10.13 |                  |
| Medalha de bronze | Heber Viera        | Uruguai       | 10.15 | Recorde nacional |
| 4                 | Ricardo Roach      | Chile         | 10.21 | Recorde pessoal  |
| 5                 | Gabriel Simón      | Argentina     | 10.23 | Recorde nacional |
| 6                 | Iván Altamirano    | Argentina     | 10.52 |                  |
| 7                 | Rubén Techeira     | Uruguai       | 10.59 |                  |
| 8                 | Claudinei da Silva | Brasil        | DNF   |                  |

| Posição | Atleta              | Nacionalidade | Tempo | Notas |
| ------- | ------------------- | ------------- | ----- | ----- |
| 1       | Édson Ribeiro       | Brasil        | 10.26 |       |
| 2       | Raphael de Oliveira | Brasil        | 10.37 |       |
| 3       | Juan Pablo Faúndez  | Chile         | 10.60 |       |
| 4       | Fabián Aguilera     | Chile         | 10.94 |       |

### 200 metros
| Posição | Bateria | Atleta             | Nacionalidade | Tempo | Notas |
| ------- | ------- | ------------------ | ------------- | ----- | ----- |
| 1       | 1       | Édson Ribeiro      | Brasil        | 20.56 | Q     |
| 2       | 2       | André da Silva     | Brasil        | 20.59 | Q     |
| 3       | 2       | Ricardo Roach      | Chile         | 20.84 | Q     |
| 4       | 1       | Heber Viera        | Uruguai       | 21.01 | Q     |
| 5       | 1       | John Córdoba       | Colômbia      | 21.15 | Q     |
| 6       | 2       | Damián Spector     | Argentina     | 21.19 | Q     |
| 7       | 2       | Rubén Techeira     | Uruguai       | 21.33 | q     |
| 8       | 1       | Iván Altamirano    | Argentina     | 21.39 | q     |
| 9       | 2       | Cristian Gutiérrez | Equador       | 21.47 |       |
| 10      | 2       | José Carabalí      | Venezuela     | 21.72 |       |
| 11      | 1       | Dick Perlaza       | Equador       | 21.75 |       |

| Posição           | Atleta          | Nacionalidade | Tempo | Notas |
| ----------------- | --------------- | ------------- | ----- | ----- |
| Medalha de ouro   | Édson Ribeiro   | Brasil        | 20.54 |       |
| Medalha de prata  | Ricardo Roach   | Chile         | 20.59 |       |
| Medalha de bronze | Heber Viera     | Uruguai       | 20.76 |       |
| 4                 | Damián Spector  | Argentina     | 21.17 |       |
| 5                 | Rubén Techeira  | Uruguai       | 21.28 |       |
| 6                 | John Córdoba    | Colômbia      | 21.58 |       |
| 7                 | André da Silva  | Brasil        | DSQ   |       |
| 7                 | Iván Altamirano | Argentina     | DSQ   |       |

### 400 metros
25 de junho
| Posição           | Atleta                    | Nacionalidade | Tempo | Notas |
| ----------------- | ------------------------- | ------------- | ----- | ----- |
| Medalha de ouro   | Anderson Jorge dos Santos | Brasil        | 45.39 |       |
| Medalha de prata  | John Mena                 | Colômbia      | 46.16 |       |
| Medalha de bronze | Inácio Leão Filho         | Brasil        | 46.18 |       |
| 4                 | William Hernández         | Venezuela     | 46.82 |       |
| 5                 | Julio César Rojas         | Colômbia      | 46.84 |       |
| 6                 | Jonathan Palma            | Venezuela     | 47.78 |       |
| 7                 | Dick Perlaza              | Equador       | 47.97 |       |
| 8                 | Xavier Caicedo            | Equador       | 50.53 |       |

### 800 metros
27 de junho
| Posição           | Atleta             | Nacionalidade | Tempo   | Notas |
| ----------------- | ------------------ | ------------- | ------- | ----- |
| Medalha de ouro   | Hudson de Souza    | Brasil        | 1:49.82 |       |
| Medalha de prata  | Flávio Godoy       | Brasil        | 1:50.00 |       |
| Medalha de bronze | José Luis Hincapié | Colômbia      | 1:51.11 |       |
| 4                 | Gustavo Aguirre    | Argentina     | 1:51.21 |       |
| 5                 | Fleider Heredia    | Colômbia      | 1:52.80 |       |
| 6                 | Danielo Estefano   | Uruguai       | 1:54.03 |       |
| 7                 | Leonardo Vázquez   | Uruguai       | 1:56.64 |       |

### 1500 metros
26 de junho
| Posição           | Atleta                  | Nacionalidade | Tempo   | Notas |
| ----------------- | ----------------------- | ------------- | ------- | ----- |
| Medalha de ouro   | Mauricio Ladino         | Colômbia      | 3:49.95 |       |
| Medalha de prata  | Marcio Ribeiro da Silva | Brasil        | 3:51.38 |       |
| Medalha de bronze | Alonso Pérez            | Colômbia      | 3:51.51 |       |
| 4                 | Pablo Ramírez           | Equador       | 3:52.20 |       |
| 5                 | Celso Ficagna           | Brasil        | 3:55.74 |       |
| 6                 | Danilo Quinatoa         | Equador       | 4:03.52 |       |
| 7                 | Cristián Rosales        | Uruguai       | 4:07.21 |       |

### 5000 metros
27 de junho
| Posição           | Atleta              | Nacionalidade | Tempo    | Notas |
| ----------------- | ------------------- | ------------- | -------- | ----- |
| Medalha de ouro   | Silvio Guerra       | Equador       | 14:20.35 |       |
| Medalha de prata  | Franklin Tenorio    | Equador       | 14:34.21 |       |
| Medalha de bronze | Valdenor dos Santos | Brasil        | 14:37.75 |       |
| 4                 | Mauricio Ladino     | Colômbia      | 14:39.94 |       |
| 5                 | Elenilson da Silva  | Brasil        | 14:55.78 |       |
| 6                 | Jacinto López       | Colômbia      | 14:58.31 |       |
| 7                 | Vicente Chura       | Peru          | 15:03.57 |       |

### 10.000 metros
25 de junho
| Posição           | Atleta           | Nacionalidade | Tempo    | Notas |
| ----------------- | ---------------- | ------------- | -------- | ----- |
| Medalha de ouro   | Silvio Guerra    | Equador       | 30:30.20 |       |
| Medalha de prata  | Vicente Chura    | Peru          | 30:55.24 |       |
| Medalha de bronze | Franklin Tenorio | Equador       | 30:57.12 |       |
| 4                 | William Roldán   | Colômbia      | 31:05.14 |       |
| 5                 | Adalberto Garcia | Brasil        | 31:32.68 |       |
| 6                 | Osmiro Silva     | Brasil        | DNF      |       |
| 6                 | Herder Vásquez   | Colômbia      | DNF      |       |
| 6                 | Julio Cutipa     | Peru          | DNF      |       |
| 6                 | Pedro Rojas      | Colômbia      | DNF      | [ 2 ] |
| 6                 | João N'Tyamba    | Angola        | DNF      | [ 2 ] |

### 110 metros barreiras
25 de junho
Vento: +1.9 m/s
| Posição           | Atleta             | Nacionalidade | Tempo | Notas                 |
| ----------------- | ------------------ | ------------- | ----- | --------------------- |
| Medalha de ouro   | Luiz André Balcers | Brasil        | 13.76 | Recorde do campeonato |
| Medalha de prata  | Paulo Villar       | Colômbia      | 14.31 |                       |
| Medalha de bronze | Márcio de Souza    | Brasil        | 14.37 |                       |
| 4                 | Carlos Correa      | Chile         | 14.66 |                       |
| 5                 | Jackson Quiñónez   | Equador       | 14.67 |                       |
| 6                 | Carlos Vega        | Chile         | 14.81 |                       |
| 7                 | Omar Triviño       | Equador       | 15.45 |                       |
| 8                 | José Rivas         | Colômbia      | DNF   |                       |

### 400 metros barreiras
26 de junho
| Posição           | Atleta             | Nacionalidade | Tempo | Notas |
| ----------------- | ------------------ | ------------- | ----- | ----- |
| Medalha de ouro   | Eronilde de Araújo | Brasil        | 49.13 |       |
| Medalha de prata  | Cleverson da Silva | Brasil        | 49.50 |       |
| Medalha de bronze | Llimy Rivas        | Colômbia      | 50.41 |       |
| 4                 | Carlos Zbinden     | Chile         | 51.06 |       |
| 5                 | Alexander Mena     | Colômbia      | 51.50 |       |
| 6                 | Xavier Caicedo     | Equador       | 53.58 |       |
| 7                 | Curt Young         | Panamá        | DNF   |       |

### 3000 metros com obstáculos
27 de  junho
| Posição           | Atleta             | Nacionalidade | Tempo   | Notas |
| ----------------- | ------------------ | ------------- | ------- | ----- |
| Medalha de ouro   | Pablo Ramírez      | Equador       | 9:11.21 |       |
| Medalha de prata  | Giovanni Morejón   | Bolívia       | 9:16.10 |       |
| Medalha de bronze | Diego Grisales     | Colômbia      | 9:19.79 |       |
| 4                 | William Peña       | Colômbia      | 9:28.58 |       |
| 5                 | Thiago de Oliveira | Brasil        | 9:59.92 |       |
| 6                 | Celso Ficagna      | Brasil        | 9:59.92 |       |

### Revezamento 4x100 m
26 de junho
| Posição           | Nacionalidade | Atletas                                                                | Tempo | Notas                 |
| ----------------- | ------------- | ---------------------------------------------------------------------- | ----- | --------------------- |
| Medalha de ouro   | Brasil        | Raphael de Oliveira, Claudinei da Silva, Édson Ribeiro, André da Silva | 38.46 | Recorde do campeonato |
| Medalha de prata  | Argentina     | Iván Altamirano, Gabriel Simón, Guillermo Cacián, Carlos Gats          | 39.96 |                       |
| Medalha de bronze | Chile         | Ricardo Roach, Fabián Aguilera, Rodrigo Roach, Juan Pablo Faúndez      | 39.98 |                       |
| 4                 | Uruguai       | Heber Viera, Rubén Techeira, Danielo Estefan, Daniel Sarmiento         | 40.14 | Recorde nacional      |
| 5                 | Colômbia      | Jimmy Pino, John Córdoba, John Mena, Llimy Rivas                       | 40.22 |                       |
| 6                 | Equador       | Cristian Gutiérrez, Dick Perlaza, Fabricio Lara, Jackson Quiñónez      | 41.00 |                       |

### Revezamento 4x400 m
27 de junho
| Posição           | Nacionalidade | Atletas                                                                              | Tempo   | Notas                 |
| ----------------- | ------------- | ------------------------------------------------------------------------------------ | ------- | --------------------- |
| Medalha de ouro   | Brasil        | Eronilde de Araújo, Anderson Jorge dos Santos, Inácio Leão Filho, Cleverson da Silva | 3:02.09 | Recorde do campeonato |
| Medalha de prata  | Colômbia      | John Mena, Llimy Rivas, Alexander Mena, Julio César Rojas                            | 3:04.52 | Recorde nacional      |
| Medalha de bronze | Argentina     | Gustavo Aguirre, Carlos Gats, Guillermo Cacián, Damián Spector                       | 3:08.53 | Recorde nacional      |
| 4                 | Venezuela     | William Hernández, Telvis Torres, Danny Nuñez, Jonathan Palma                        | 3:11.22 |                       |
| 5                 | Equador       | Cristian Gutiérrez, Dick Perlaza, Xavier Caicedo, Jackson Quiñónez                   | 3:13.52 |                       |

### 20 km marcha atlética
26 de junho
| Posição           | Atleta           | Nacionalidade | Tempo      | Notas |
| ----------------- | ---------------- | ------------- | ---------- | ----- |
| Medalha de ouro   | Sérgio Galdino   | Brasil        | 1:31:01.68 |       |
| Medalha de prata  | Nixon Zambrano   | Colômbia      | 1:32:49.76 |       |
| Medalha de bronze | Mário dos Santos | Brasil        | 1:33:50.59 |       |
| 4                 | Orlando Díaz     | Colômbia      | DNF        |       |
| 4                 | Xavier Moreno    | Equador       | DNF        |       |

### Salto em altura
26 de junho
| Posição           | Atleta           | Nacionalidade | 2.05 | 2.10 | 2.15 | 2.18 | 2.21 | 2.24 | 2.26 | 2.28 | Resultado | Notas |
| ----------------- | ---------------- | ------------- | ---- | ---- | ---- | ---- | ---- | ---- | ---- | ---- | --------- | ----- |
| Medalha de ouro   | Fabrício Romero  | Brasil        | o    | o    | o    | o    | xo   | o    | o    | xxx  | 2.26      | = ,   |
| Medalha de prata  | Gilmar Mayo      | Colômbia      | –    | –    | o    | o    | xxo  | xxo  | o    | xxx  | 2.26      | =     |
| Medalha de bronze | Erasmo Jara      | Argentina     | o    | o    | o    | o    | xxo  | xxx  |      |      | 2.21      |       |
| 4                 | Felipe Apablaza  | Chile         |      |      |      |      |      |      |      |      | 2.15      |       |
| 5                 | Jessé de Lima    | Brasil        |      |      |      |      |      |      |      |      | 2.15      |       |
| 5                 | Franco Moy       | Peru          |      |      |      |      |      |      |      |      | 2.15      |       |
| 7                 | Jackson Quiñónez | Equador       |      |      |      |      |      |      |      |      | 2.05      |       |
| 8                 | José Barahona    | Panamá        |      |      |      |      |      |      |      |      | 2.05      |       |
| 9                 | José Cáceres     | Peru          |      |      |      |      |      |      |      |      | 2.05      |       |

### Salto á vara
27 de junho
| Posição           | Atleta             | Nacionalidade | 4.60 | 4.70 | 4.80 | 4.90 | 5.00 | 5.20 | 5.35 | Resultado | Notas |
| ----------------- | ------------------ | ------------- | ---- | ---- | ---- | ---- | ---- | ---- | ---- | --------- | ----- |
| Medalha de ouro   | Ricardo Diez       | Venezuela     | –    | –    | –    | –    | o    | o    | xxx  | 5.20      |       |
| Medalha de prata  | Javier Benítez     | Argentina     |      |      |      |      |      |      |      | 5.00      |       |
| Medalha de bronze | Cristián Aspillaga | Chile         |      |      |      |      |      |      |      | 5.00      |       |
| 4                 | Henrique Martins   | Brasil        |      |      |      |      |      |      |      | 4.90      |       |
| 5                 | Oscar Veit         | Argentina     |      |      |      |      |      |      |      | 4.80      |       |
| 6                 | Francisco León     | Peru          |      |      |      |      |      |      |      | 4.70      |       |
| 7                 | Jorge Naranjo      | Chile         |      |      |      |      |      |      |      | 4.70      |       |
| 8                 | Sebastián Ortiz    | Uruguai       |      |      |      |      |      |      |      | 4.60      |       |
| 9                 | Gustavo Rehder     | Brasil        |      |      |      |      |      |      |      | NM        |       |
| 9                 | Luis Hidalgo       | Venezuela     |      |      |      |      |      |      |      | NM        |       |

### Salto em comprimento
25 de junho
| Posição           | Atleta             | Nacionalidade | #1    | #2    | #3    | #4    | #5    | #6   | Resultado | Notas            |
| ----------------- | ------------------ | ------------- | ----- | ----- | ----- | ----- | ----- | ---- | --------- | ---------------- |
| Medalha de ouro   | Lewis Asprilla     | Colômbia      | x     | x     | 7.94  | x     | x     | 7.96 | 7.96      | Recorde nacional |
| Medalha de prata  | Cláudio Novaes     | Brasil        | x     | 7.78  | x     | x     | 7.69  | x    | 7.78      |                  |
| Medalha de bronze | Sérgio dos Santos  | Brasil        | x     | 7.52  | 7.47w | 7.77  | x     | 6.53 | 7.77      |                  |
| 4                 | José Joaquín Reyes | Venezuela     | 7.24w | 7.20  | 7.76  | 7.58w | x     | 7.44 | 7.76      |                  |
| 5                 | Gastón González    | Venezuela     | x     | 7.45w | 7.39  | 7.36  | 7.42w | 7.63 | 7.63      |                  |
| 6                 | Carlos Atencio     | Peru          | 7.31  | 7.38  | 7.39  | –     | –     | 7.31 | 7.39      |                  |
| 7                 | Wílmer Cortez      | Equador       | 7.21  | 7.10w | 7.28w | 7.27  | 7.29  | 7.16 | 7.29      |                  |
| 8                 | Alvin Rentería     | Colômbia      | x     | 7.11  | x     | x     | 7.23w | –    | 7.23w     |                  |

### Salto triplo
26 de junho
| Posição           | Atleta                  | Nacionalidade | #1     | #2    | #3     | #4     | #5     | #6     | Resultado | Notas |
| ----------------- | ----------------------- | ------------- | ------ | ----- | ------ | ------ | ------ | ------ | --------- | ----- |
| Medalha de ouro   | Anísio Silva            | Brasil        | 14.60w | 16.48 | x      | 14.53  | x      | x      | 16.48     |       |
| Medalha de prata  | Johnny Rodríguez        | Venezuela     | 15.67  | 16.10 | 16.13w | 16.45w | w      | 16.41  | 16.45w    |       |
| Medalha de bronze | Sérgio Muniz dos Santos | Brasil        | 15.77w | 16.15 | 16.03  | 16.20  | 16.20  | x      | 16.20     |       |
| 4                 | Leigner Aragón          | Colômbia      | 15.41w | 15.92 | 15.74  | 15.86  | 15.45  | 15.54w | 15.92     |       |
| 5                 | Alvin Rentería          | Colômbia      | x      | 15.71 | x      | 15.14w | –      | 13.56  | 15.71     |       |
| 6                 | Carlos Atencio          | Peru          | 15.28  | 15.36 | 15.58  | 15.45w | 14.80  | 15.42  | 15.58     |       |
| 7                 | Wílmer Cortez           | Equador       | 14.82  | 15.37 | 15.24  | 15.27  | x      | 15.20  | 15.37     |       |
| 8                 | Freddy Nieves           | Equador       | 14.59  | 15.18 | 15.15  | 15.13  | 14.98w | x      | 15.18     |       |
| 9                 | Julio Solarte           | Venezuela     |        |       |        |        |        |        | 15.08     |       |
| 10                | Feliipe Apablaza        | Chile         |        |       |        |        |        |        | 14.77     |       |

### Arremesso de peso
25 de junho
| Posição           | Atleta              | Nacionalidade | #1    | #2    | #3    | #4    | #5    | #6    | Resultado | Notas |
| ----------------- | ------------------- | ------------- | ----- | ----- | ----- | ----- | ----- | ----- | --------- | ----- |
| Medalha de ouro   | Édson Miguel        | Brasil        | 17.21 | 17.40 | 17.80 | 17.73 | 17.61 | 17.86 | 17.86     |       |
| Medalha de prata  | Marco Antonio Verni | Chile         | 16.59 | 17.83 | x     | x     | 17.01 | 17.83 | 17.83     |       |
| Medalha de bronze | Jhonny Rodríguez    | Colômbia      | 16.60 | 16.94 | 16.97 | 16.93 | x     | x     | 16.97     |       |
| 4                 | Orlando Ibarra      | Colômbia      | x     | 16.86 | 16.52 | 16.62 | 16.65 | 16.94 | 16.94     |       |
| 5                 | Juan Tello          | Peru          | 15.17 | x     | x     | 16.06 | 16.72 | x     | 16.72     |       |

### Lançamento de disco
26 de junho
| Posição           | Atleta                  | Nacionalidade | #1    | #2    | #3    | #4    | #5    | #6    | Resultado | Notas |
| ----------------- | ----------------------- | ------------- | ----- | ----- | ----- | ----- | ----- | ----- | --------- | ----- |
| Medalha de ouro   | Marcelo Pugliese        | Argentina     | 51.60 | 58.93 | 56.15 | 59.23 | 58.32 | 57.83 | 59.23     |       |
| Medalha de prata  | Julio Piñero            | Argentina     | 52.64 | 56.50 | 56.44 | 57.37 | x     | 57.92 | 57.92     |       |
| Medalha de bronze | João Joaquim dos Santos | Brasil        | 55.82 | 51.96 | x     | 53.19 | 51.92 | 54.03 | 55.82     |       |
| 4                 | Celso Gomes             | Brasil        | 53.60 | 52.67 | 53.92 | x     | 50.30 | 54.10 | 54.10     |       |
| 5                 | Julián Angulo           | Colômbia      | 52.58 | x     | x     | 53.62 | x     | x     | 53.62     |       |
| 6                 | Juan Tello              | Peru          | 51.90 | 50.98 | 53.00 | 53.33 | x     | 52.46 | 53.33     |       |
| 7                 | Andrés Solo de Zaldívar | Chile         | 51.72 | 53.15 | x     | 52.77 | 51.16 | x     | 53.15     |       |
| 8                 | Rogelio Ospino          | Colômbia      | x     | x     | 49.55 | x     | x     | 48.53 | 49.55     |       |

### Lançamento de martelo
27 de junho
| Posição           | Atleta             | Nacionalidade | #1    | #2    | #3    | #4    | #5    | #6    | Resultado | Notas                 |
| ----------------- | ------------------ | ------------- | ----- | ----- | ----- | ----- | ----- | ----- | --------- | --------------------- |
| Medalha de ouro   | Juan Ignacio Cerra | Argentina     | 70.97 | 68.18 | 67.29 | 70.57 | 72.09 | –     | 72.09     | Recorde do campeonato |
| Medalha de prata  | Eduardo Acuña      | Peru          | 63.40 | 64.52 | 61.49 | x     | 62.65 | 61.98 | 64.52     |                       |
| Medalha de bronze | Adrián Marzo       | Argentina     | 64.09 | x     | x     | x     | 60.06 | x     | 64.09     |                       |
| 4                 | Aldo Bello         | Venezuela     | 63.10 | 63.19 | 61.90 | 62.27 | 62.15 | x     | 63.19     |                       |
| 5                 | Mário Leme         | Brasil        | 60.25 | 58.47 | 60.99 | x     | 58.03 | x     | 60.99     |                       |
| 6                 | Leonardo Pino      | Chile         | x     | 52.44 | x     | 53.79 | 56.66 | 57.82 | 57.82     |                       |
| 7                 | Fabián Vera        | Colômbia      | 52.12 | 54.46 | 54.19 | 53.97 | x     | 53.29 | 54.46     |                       |
| 8                 | Altamiro Severino  | Brasil        | x     | 51.27 | 48.64 | 52.83 | 51.79 | 52.28 | 52.83     |                       |
| 9                 | Carlos Murúa       | Peru          | x     | 45.06 | x     |       |       |       | 45.06     |                       |

### Lançamento de dardo
27 de junho
| Posição           | Atleta                  | Nacionalidade | #1    | #2    | #3    | #4    | #5    | #6    | Resultado | Notas                 |
| ----------------- | ----------------------- | ------------- | ----- | ----- | ----- | ----- | ----- | ----- | --------- | --------------------- |
| Medalha de ouro   | Nery Kennedy            | Paraguai      | 78.89 | 77.52 | 71.43 | –     | –     | 71.88 | 78.89     | Recorde do campeonato |
| Medalha de prata  | Luis Lucumí             | Colômbia      | 73.43 | 73.58 | x     | 72.50 | 72.15 | x     | 73.58     |                       |
| Medalha de bronze | Luiz Fernando da Silva  | Brasil        | x     | x     | 73.57 | 71.23 | x     | x     | 73.57     |                       |
| 4                 | Luis Palomeque          | Colômbia      | 65.18 | 70.35 | 65.72 | x     | 73.10 | x     | 73.10     |                       |
| 5                 | Diego Moraga            | Chile         | x     | 67.67 | 64.75 | 63.57 | x     | 69.56 | 69.56     |                       |
| 6                 | Jorge Quiñonez          | Peru          | 63.00 | 65.50 | 63.97 | 67.29 | 61.56 | 68.29 | 68.29     |                       |
| 7                 | Volmir Casagrande Zilli | Brasil        | 63.88 | 67.10 | 65.95 | 63.30 | 67.02 | 63.99 | 67.10     |                       |
| 8                 | Edwin Cuesta            | Venezuela     | 65.58 | –     | –     | –     | –     | –     | 65.58     |                       |
| 9                 | Manuel Fuenmayor        | Venezuela     | 65.19 | x     | x     |       |       |       | 65.19     |                       |

### Decatlo
25 – 26 de junho
| Pos.              | Atleta            | Nacionalidade | 100 m | SD   | AP    | SA   | 400 m | 110 m | AD    | SV   | LD    | 1500 m  | PG   | Notas |
| ----------------- | ----------------- | ------------- | ----- | ---- | ----- | ---- | ----- | ----- | ----- | ---- | ----- | ------- | ---- | ----- |
| Medalha de ouro   | Santiago Lorenzo  | Argentina     | 11.27 | 7.50 | 12.21 | 1.83 | 49.15 | 15.60 | 41.56 | 4.50 | 60.21 | 4:50.41 | 7344 |       |
| Medalha de prata  | Edson Bindilatti  | Brasil        | 11.06 | 7.55 | 10.83 | 2.04 | 48.30 | 14.88 | 33.21 | 4.50 | 40.80 | 5:06.05 | 7196 |       |
| Medalha de bronze | Diógenes Estévez  | Venezuela     | 11.28 | 7.12 | 13.57 | 1.92 | 51.39 | 15.36 | 39.64 | 4.40 | 45.37 | 4:54.20 | 7135 |       |
| 4                 | Enrique Aguirre   | Argentina     | 11.22 | 7.06 | 11.94 | 2.10 | 50.06 | 15.04 | 34.23 | 4.20 | 42.67 | 5:03.15 | 7040 |       |
| 5                 | Edemar dos Santos | Brasil        | 11.77 | 6.90 | 11.53 | 1.83 | 50.12 | 15.66 | 36.52 | 3.60 | 52.73 | 4:33.24 | 6755 |       |
| 6                 | Leonel Gómez      | Colômbia      | 11.66 | 6.49 | 9.84  | 1.80 | 51.80 | 16.39 | 31.07 | 3.10 | 42.46 | 4:29.02 | 5909 |       |

## Feminino

### 100 metros
| Posição | Bateria | Atleta              | Nacionalidade | Tempo | Notas |
| ------- | ------- | ------------------- | ------------- | ----- | ----- |
| 1       | 2       | Lucimar de Moura    | Brasil        | 11.17 | Q,    |
| 2       | 2       | Mirtha Brock        | Colômbia      | 11.44 | Q     |
| 3       | 1       | Kátia Regina Santos | Brasil        | 11.66 | Q     |
| 4       | 1       | Sandra Borrero      | Colômbia      | 11.81 | Q     |
| 5       | 1       | Lisette Rondón      | Chile         | 11.82 | Q     |
| 6       | 2       | Vanesa Wohlgemuth   | Argentina     | 11.84 | Q     |
| 7       | 2       | Daniela Pávez       | Chile         | 11.92 | q     |
| 8       | 2       | Marcela Tiscornia   | Uruguai       | 12.13 | q     |
| 9       | 1       | Emy Ochoa           | Venezuela     | 12.13 |       |

| Posição           | Atleta              | Nacionalidade | Tempo  | Notas |
| ----------------- | ------------------- | ------------- | ------ | ----- |
| Medalha de ouro   | Lucimar de Moura    | Brasil        | 11.17  | , =   |
| Medalha de prata  | Mirtha Brock        | Colômbia      | 11.44  |       |
| Medalha de bronze | Kátia Regina Santos | Brasil        | 11.59  |       |
| 4                 | Sandra Borrero      | Colômbia      | 11.70  |       |
| 5                 | Lisette Rondón      | Chile         | 11.71  |       |
| 6                 | Vanesa Wohlgemuth   | Argentina     | 11.77  |       |
| 7                 | Marcela Tiscornia   | Uruguai       | 11.982 |       |
| 8                 | Daniela Pávez       | Chile         | 11.92  |       |

| Posição | Atleta             | Nacionalidade | Tempo | Notas |
| ------- | ------------------ | ------------- | ----- | ----- |
| 1       | Cleide Amaral      | Brasil        | 11.54 |       |
| 2       | Lorena de Oliveira | Brasil        | 11.65 |       |
| 3       | Sandra Reátegui    | Peru          | 12.07 |       |

### 200 metros
26 de junho
Vento: +1.6 m/s
| Posição           | Atleta            | Nacionalidade | Tempo | Notas |
| ----------------- | ----------------- | ------------- | ----- | ----- |
| Medalha de ouro   | Lucimar de Moura  | Brasil        | 22.60 | ,     |
| Medalha de prata  | Felipa Palacios   | Colômbia      | 22.97 |       |
| Medalha de bronze | Cleide Amaral     | Brasil        | 23.74 |       |
| 4                 | Vanesa Wohlgemuth | Argentina     | 24.12 |       |
| 5                 | Lisette Rondón    | Chile         | 24.12 |       |
| 6                 | Sandra Reátegui   | Peru          | 24.15 | NJR   |
| 7                 | Marcela Tiscornia | Uruguai       | 24.40 |       |

### 400 metros
25 de junho
| Posição           | Atleta             | Nacionalidade | Tempo | Notas |
| ----------------- | ------------------ | ------------- | ----- | ----- |
| Medalha de ouro   | Norfalia Carabalí  | Colômbia      | 52.92 |       |
| Medalha de prata  | Ana Paula Pereira  | Brasil        | 53.56 |       |
| Medalha de bronze | Lorena de Oliveira | Brasil        | 54.73 |       |
| 4                 | Sandra Reátegui    | Peru          | 56.33 |       |
| 5                 | Eliana Pacheco     | Venezuela     | 56.42 |       |
| 6                 | Fanny Sevilla      | Venezuela     | 56.69 |       |
| 7                 | Maritza Valencia   | Equador       | 57.96 |       |
| 8                 | Zulay Nazareno     | Equador       | 59.66 |       |

### 800 metros
27 de junho
| Posição           | Atleta           | Nacionalidade | Tempo   | Notas |
| ----------------- | ---------------- | ------------- | ------- | ----- |
| Medalha de ouro   | Luciana Mendes   | Brasil        | 2:05.62 |       |
| Medalha de prata  | Janeth Lucumí    | Colômbia      | 2:06.51 |       |
| Medalha de bronze | Marlene da Silva | Brasil        | 2:08.70 |       |
| 4                 | Mercy Colorado   | Equador       | 2:09.05 |       |
| 5                 | Mariela Álvarez  | Peru          | 2:12.79 |       |
| 6                 | Silvia Malgor    | Uruguai       | 2:12.92 |       |
| 7                 | Elena Guerra     | Uruguai       | 2:13.66 |       |

### 1.500 metros
26 de junho
| Posição           | Atleta                    | Nacionalidade | Tempo   | Notas |
| ----------------- | ------------------------- | ------------- | ------- | ----- |
| Medalha de ouro   | Bertha Sánchez            | Colômbia      | 4:35.72 |       |
| Medalha de prata  | Fabiana Cristine da Silva | Brasil        | 4:37.68 |       |
| Medalha de bronze | Célia Regina dos Santos   | Brasil        | 4:41.73 |       |
| 4                 | Elena Guerra              | Uruguai       | 4:47.39 |       |
| 5                 | Érika Olivera             | Chile         | 4:49.25 |       |
| 6                 | Tania Poma                | Bolívia       | 4:54.21 |       |
| 7                 | Silvia Malgor             | Uruguai       | 4:54.24 |       |
| 8                 | Denna Dey-Evans           | Panamá        | 5:01.99 |       |

### 5.000 metros
27 de junho
| Posição           | Atleta                    | Nacionalidade | Tempo    | Notas |
| ----------------- | ------------------------- | ------------- | -------- | ----- |
| Medalha de ouro   | Stella Castro             | Colômbia      | 16:45.63 |       |
| Medalha de prata  | Bertha Sánchez            | Colômbia      | 17:02.89 |       |
| Medalha de bronze | Érika Olivera             | Chile         | 17:15.17 |       |
| 4                 | Raquel Aceituno           | Peru          | 17:23.16 |       |
| 5                 | Fabiana Cristine da Silva | Brasil        | 17:34.15 |       |
| 6                 | Tania Poma                | Bolívia       | 17:37.11 |       |
| 7                 | María Paredes             | Equador       | 17:42.04 |       |
| 8                 | Maria Benardo             | Brasil        | 18:04.40 |       |
| 9                 | Wilma Guerra              | Equador       | 18:09.25 |       |
| 10                | Paulina Mamani            | Peru          | 18:16.46 |       |
| 10                | Sonia Calizaya            | Bolívia       | DNF      |       |

### 10.000 metros
25 de junho
| Posição           | Atleta            | Nacionalidade | Tempo    | Notas |
| ----------------- | ----------------- | ------------- | -------- | ----- |
| Medalha de ouro   | Stella Castro     | Colômbia      | 34:30.92 |       |
| Medalha de prata  | Érika Olivera     | Chile         | 34:45.70 |       |
| Medalha de bronze | Sonia Calizaya    | Bolívia       | 36:17.45 |       |
| 4                 | Miryam Pulido     | Colômbia      | 36:20.43 |       |
| 5                 | María Paredes     | Equador       | 36:57.69 |       |
| 6                 | Wilma Guerra      | Equador       | 36:59.42 |       |
| 7                 | Raquel Aceituno   | Peru          | 37:06.81 |       |
| 8                 | Nadir de Siqueira | Brasil        | 37:25.55 |       |
| 9                 | Paulina Mamani    | Peru          | 37:46.15 |       |

### 100 metros com barreiras
| Posição | Bateria | Atleta                 | Nacionalidade | Tempo | Notas |
| ------- | ------- | ---------------------- | ------------- | ----- | ----- |
| 1       | 1       | Maurren Maggi          | Brasil        | 13.07 | Q,    |
| 2       | 2       | Gilvaneide de Oliveira | Brasil        | 13.40 | Q     |
| 3       | 1       | Cora Olivero           | Argentina     | 13.66 | Q     |
| 4       | 2       | Princesa Oliveros      | Colômbia      | 13.70 | Q     |
| 5       | 2       | Verónica Depaoli       | Argentina     | 13.76 | Q     |
| 6       | 1       | Francisca Guzmán       | Chile         | 14.12 | Q     |
| 7       | 1       | Sira Córdoba           | Colômbia      | 14.33 | q     |
| 8       | 2       | Velveth Moreno         | Panamá        | 15.09 | q     |
| 9       | 1       | Ondina Rodríguez       | Equador       | 15.26 |       |
| 10      | 2       | Martha González        | Equador       | 16.48 |       |

| Posição           | Atleta                 | Nacionalidade | Tempo | Notas            |
| ----------------- | ---------------------- | ------------- | ----- | ---------------- |
| Medalha de ouro   | Maurren Maggi          | Brasil        | 13.05 | ,                |
| Medalha de prata  | Verónica Depaoli       | Argentina     | 13.45 | =                |
| Medalha de bronze | Princesa Oliveros      | Colômbia      | 13.49 | Recorde nacional |
| 4                 | Cora Olivero           | Argentina     | 13.54 |                  |
| 5                 | Sira Córdoba           | Colômbia      | 14.11 | NJR              |
| 6                 | Francisca Guzmán       | Chile         | 14.18 |                  |
| 7                 | Velveth Moreno         | Panamá        | 15.20 |                  |
| 8                 | Gilvaneide de Oliveira | Brasil        | DNF   |                  |

### 400 metros com bareiras
26 de junho
| Posição           | Atleta            | Nacionalidade | Tempo   | Notas |
| ----------------- | ----------------- | ------------- | ------- | ----- |
| Medalha de ouro   | Ana Paula Pereira | Brasil        | 58.06   |       |
| Medalha de prata  | Luciana França    | Brasil        | 58.55   |       |
| Medalha de bronze | Princesa Oliveros | Colômbia      | 58.77   |       |
| 4                 | Verónica Depaoli  | Argentina     | 59.93   |       |
| 5                 | Cora Olivero      | Argentina     | 1:01.16 |       |
| 6                 | Martha González   | Equador       | 1:02.60 |       |
| 7                 | Ondina Rodríguez  | Equador       | 1:03.83 |       |
| 8                 | Sira Córdoba      | Colômbia      | 1:06.16 |       |

### Revezamento 4x100 m
26 de junho
| Posição          | Nacionalidade | Atletas                                                                | Tempo | Notas                 |
| ---------------- | ------------- | ---------------------------------------------------------------------- | ----- | --------------------- |
| Medalha de ouro  | Colômbia      | Mirtha Brock, Felipa Palacios, Patricia Rodríguez, Norfalia Carabalí   | 44.12 | Recorde do campeonato |
| Medalha de prata | Equador       | [Martha González]], Maritza Valencia, Zulay Nazareno, Ondina Rodríguez | 48.13 |                       |
| 3                | Brasil        |                                                                        | DNF   |                       |

### Revezamento 4x400 m
27 de junho
| Posição           | Nacionalidade | Atletas                                                               | Tempo   | Notas |
| ----------------- | ------------- | --------------------------------------------------------------------- | ------- | ----- |
| Medalha de ouro   | Colômbia      | Patricia Rodríguez, Norma González, Mirtha Brock, Norfalia Carabalí   | 3:32.74 |       |
| Medalha de prata  | Brasil        | Ana Paula Pereira, Lorena de Oliveira, Luciana Mendes, Luciana França | 3:37.88 |       |
| Medalha de bronze | Equador       | Martiza Valencia, Zulay Nazareno, Mercy Colorado, Ondina Rodríguez    | 3:49.05 |       |
| 4                 | Venezuela     |                                                                       | DSQ     |       |

### 20 km marcha atlética
27 de junho
| Posição           | Atleta             | Nacionalidade | Tempo     | Notas            |
| ----------------- | ------------------ | ------------- | --------- | ---------------- |
| Medalha de ouro   | Miriam Ramón       | Equador       | 1:39:27.0 | ,                |
| Medalha de prata  | Geovanna Irusta    | Bolívia       | 1:39:42.0 | Recorde nacional |
| Medalha de bronze | Cristina Bohórquez | Colômbia      | 1:43:49.5 | Recorde nacional |
| 4                 | Gianetti Bonfim    | Brasil        | 1:46:59.4 |                  |
| 5                 | Sandra Zapata      | Colômbia      | 1:47:38.4 |                  |
| 6                 | Nailze Pereira     | Brasil        | 1:55:35.3 |                  |
| 7                 | María Delgado      | Chile         | 1:56:43.5 |                  |

### Salto em altura
26 de junho
| Posição           | Atleta            | Nacionalidade | 1.60 | 1.70 | 1.73 | 1.76 | 1.81 | 1.83 | 1.87 | Resultado | Notas |
| ----------------- | ----------------- | ------------- | ---- | ---- | ---- | ---- | ---- | ---- | ---- | --------- | ----- |
| Medalha de ouro   | Luciane Dambacher | Brasil        | –    | o    | –    | o    | o    | xo   | xo   | 1.87      |       |
| Medalha de prata  | Glaucia da Silva  | Brasil        |      |      |      |      |      |      |      | 1.81      |       |
| Medalha de bronze | Caterine Ibargüen | Colômbia      |      |      |      |      |      |      |      | 1.76      |       |
| 4                 | Analía Santos     | Argentina     |      |      |      |      |      |      |      | 1.73      |       |
| 5                 | Paola Hoffman     | Chile         |      |      |      |      |      |      |      | 1.70      |       |
| 6                 | Ivonne Patarroyo  | Colômbia      |      |      |      |      |      |      |      | 1.60      |       |
| 7                 | Solange Witteveen | Argentina     |      |      |      |      |      |      |      | NM        |       |

### Salto á vara
25 de junho
| Posição           | Atleta                | Nacionalidade | 3.30 | 3.40 | 3.70 | 3.75 | 4.00 | 4.10 | 4.20 | 4.30 | Resultado | Notss                 |
| ----------------- | --------------------- | ------------- | ---- | ---- | ---- | ---- | ---- | ---- | ---- | ---- | --------- | --------------------- |
| Medalha de ouro   | Alejandra García      | Argentina     | –    | –    | –    | –    | o    | o    | xxo  | xo   | 4.30      | Recorde do campeonato |
| Medalha de prata  | Déborah Gyurcsek      | Uruguai       |      |      |      |      |      |      |      |      | 3.75      |                       |
| Medalha de bronze | Fabiana Murer         | Brasil        |      |      |      |      |      |      |      |      | 3.70      |                       |
| 4                 | Karol Borja           | Peru          |      |      |      |      |      |      |      |      | 3.40      |                       |
| 5                 | Elizabeth Restrepo    | Colômbia      |      |      |      |      |      |      |      |      | 3.40      | Recorde nacional      |
| 6                 | Carolina de la Cuesta | Colômbia      |      |      |      |      |      |      |      |      | 3.30      |                       |

### Salto em comprimento
26 de junho
| Posição           | Atleta             | Nacionalidade | #1    | #2    | #3    | #4    | #5    | #6    | Resultado | Notas  |
| ----------------- | ------------------ | ------------- | ----- | ----- | ----- | ----- | ----- | ----- | --------- | ------ |
| Medalha de ouro   | Maurren Maggi      | Brasil        | 7.26  | x     | 6.90  | x     | –     | x     | 7.26      | ,      |
| Medalha de prata  | Luciana dos Santos | Brasil        | 6.81  | 6.68w | x     | x     | 6.60w | 6.74w | 6.81      |        |
| Medalha de bronze | Gilda Massa        | Peru          | x     | 6.01  | 6.22  | 6.22  | 6.68w | x     | 6.68w     | (6.22) |
| 4                 | Mónica Falcioni    | Uruguai       | 6.61w | 6.52  | x     | 6.51w | 6.59w | 6.29w | 6.61w     |        |
| 5                 | Andrea Ávila       | Argentina     | x     | x     | x     | 6.50  | 6.59w | 6.36w | 6.59w     |        |
| 6                 | Nathaniel Gómez    | Venezuela     | 6.10w | 6.27  | x     | 6.26w | 6.03w | 6.52w | 6.52w     |        |
| 7                 | Clara Córdoba      | Colômbia      | 5.76w | 5.93w | 6.03w | 5.74w | 5.60w | 5.39w | 6.03w     |        |

### Salto triplo
27 de junho
| Posição           | Atleta             | Nacuionalidade | #1    | #2    | #3     | #4    | #5    | #6    | Resultado | Notas |
| ----------------- | ------------------ | -------------- | ----- | ----- | ------ | ----- | ----- | ----- | --------- | ----- |
| Medalha de ouro   | Luciana dos Santos | Brasil         | 13.22 | 13.90 | x      | –     | –     | 13.50 | 13.90     |       |
| Medalha de prata  | Mónica Falcioni    | Uruguai        | x     | x     | 13.29  | 13.57 | 13.51 | 13.51 | 13.57     |       |
| Medalha de bronze | Andrea Ávila       | Argentina      | x     | 13.42 | 13.45w | x     | 13.57 | 13.07 | 13.57     |       |
| 4                 | Clara Córdoba      | Colômbia       | x     | x     | –      | –     | –     | –     | DNF       |       |

### Arremesso de peso
26 de junho
| Posição           | Atleta             | Nacionalidade | #1    | #2    | #3 | #4 | #5    | #6 | Resultado | Notas |
| ----------------- | ------------------ | ------------- | ----- | ----- | -- | -- | ----- | -- | --------- | ----- |
| Medalha de ouro   | Elisângela Adriano | Brasil        | 19.02 | 18.70 | x  | x  | 18.18 | x  | 19.02     | ,     |
| Medalha de prata  | Alexandra Amaro    | Brasil        |       |       |    |    |       |    | 15.21     |       |
| Medalha de bronze | Marianne Berndt    | Chile         |       |       |    |    |       |    | 15.00     |       |
| 4                 | Luz Dary Castro    | Colômbia      |       |       |    |    |       |    | 14.05     |       |
| 5                 | María Urrutia      | Colômbia      |       |       |    |    |       |    | 13.99     |       |
| 6                 | Ana Cuastumal      | Equador       |       |       |    |    |       |    | 9.97      |       |

### Lançamento de disco
27 de junho
| Posição           | Atleta              | Nacionalidade | #1    | #2    | #3    | #4    | #5    | #6 | Resultado | Notas                 |
| ----------------- | ------------------- | ------------- | ----- | ----- | ----- | ----- | ----- | -- | --------- | --------------------- |
| Medalha de ouro   | Elisângela Adriano  | Brasil        | 60.27 | 53.53 | x     | x     | 56.14 | x  | 60.27     | Recorde do campeonato |
| Medalha de prata  | Luz Dary Castro     | Colômbia      | x     | x     | 50.73 | 50.95 | x     | x  | 50.95     |                       |
| Medalha de bronze | Liliana Martinelli  | Argentina     |       |       |       |       |       |    | 49.11     |                       |
| 4                 | María Eugenia Giggi | Argentina     |       |       |       |       |       |    | 48.93     |                       |
| 5                 | Katiuscia de Jesus  | Brasil        |       |       |       |       |       |    | 48.26     |                       |
| 6                 | Fanny García        | Venezuela     |       |       |       |       |       |    | 47.84     |                       |
| 7                 | Neolanis Suárez     | Venezuela     |       |       |       |       |       |    | 47.56     |                       |
| 8                 | Bárbara Lewin       | Chile         |       |       |       |       |       |    | 44.29     |                       |
| 9                 | Dennis Córdoba      | Colômbia      |       |       |       |       |       |    | 42.06     |                       |

### Lançamento de martelo
25 de junho
| Posição           | Atleta                   | Nacionalidade | #1    | #2    | #3    | #4    | #5    | #6    | Resultado | Notas                 |
| ----------------- | ------------------------ | ------------- | ----- | ----- | ----- | ----- | ----- | ----- | --------- | --------------------- |
| Medalha de ouro   | Karina Moya              | Argentina     | 56.04 | 58.46 | 57.95 | 58.41 | 60.69 | 60.16 | 60.69     | Recorde do campeonato |
| Medalha de prata  | María Eugenia Villamizar | Colômbia      | 58.26 | x     | 56.67 | 58.28 | 57.48 | 57.62 | 58.26     |                       |
| Medalha de bronze | Josiane Soares           | Brasil        | 55.76 | 55.22 | 55.20 | x     | 57.23 | 56.94 | 57.23     | Recorde nacional      |
| 4                 | Margitt Wahlbrink        | Brasil        |       |       |       |       |       |       | 53.56     |                       |
| 5                 | Zulma Lambert            | Argentina     |       |       |       |       |       |       | 49.69     |                       |
| 6                 | Bélgica Ramos            | Venezuela     |       |       |       |       |       |       | 46.34     |                       |
| 7                 | Ana Cuastumal            | Equador       |       |       |       |       |       |       | 45.69     |                       |

### Lançamento de dardo
25 de junho
| Posição           | Atleta             | Nacionalidade | #1    | #2    | #3    | #4    | #5    | #6    | Resultado | Notas                 |
| ----------------- | ------------------ | ------------- | ----- | ----- | ----- | ----- | ----- | ----- | --------- | --------------------- |
| Medalha de ouro   | Sabina Moya        | Colômbia      | 53.72 | 58.81 | 55.60 | 58.57 | 57.91 | 56.51 | 58.81     | Recorde do campeonato |
| Medalha de prata  | Sueli dos Santos   | Brasil        | 58.16 | x     | x     | 51.31 | 52.58 | 51.61 | 58.16     |                       |
| Medalha de bronze | Zuleima Araméndiz  | Colômbia      | x     | 55.77 | 53.15 | x     | x     | x     | 55.77     |                       |
| 4                 | Alessandra Resende | Brasil        | x     | 53.31 | 54.34 | 52.72 | 53.75 | 54.25 | 54.34     |                       |
| 5                 | Paula Palma        | Chile         |       |       |       |       |       |       | 43.85     |                       |

### Heptatlo
25  - 26 de junho
| Colocação         | Atleta            | Nacionalidade | 100 m C/B | SA   | AP    | 200 m  | SD   | LD    | 800 m   | Total | Notas                 |
| ----------------- | ----------------- | ------------- | --------- | ---- | ----- | ------ | ---- | ----- | ------- | ----- | --------------------- |
| Medalha de ouro   | Euzinete dos Reis | Brasil        | 13.97     | 1.72 | 12.47 | 24.40  | 6.09 | 41.32 | 2:31.49 | 5741  | Recorde do campeonato |
| Medalha de prata  | Elizete da Silva  | Brasil        | 14.61     | 1.69 | 12.55 | 24.92  | 6.03 | 40.15 | 2:20.84 | 5669  |                       |
| Medalha de bronze | Flor Robledo      | Colômbia      | 14.5      | 1.57 | 11.66 | 24.62  | 5.59 | 43.43 | 2:17.95 | 5474  |                       |
| 4                 | Gladibeth Morles  | Venezuela     | 14.50     | 1.66 | 12.35 | 26.24  | 5.86 | 34.05 | 2:21.87 | 5333  | Recorde nacional      |
| 5                 | Judith Rivas      | Colômbia      | 15.31     | 1.60 | 13.02 | 24.98w | 5.58 | 48.27 | 2:38.33 | 5296  |                       |
| 6                 | Minerva Navarrete | Chile         | 14.92     | 1.57 | 10.94 | 25.96w | 5.60 | 34.52 | 2:22.31 | 5028  |                       |
| 7                 | Nathaniel Gómez   | Venezuela     | 14.46     | 1.57 | 9.26  | 25.51w | 6.11 | 27.31 | DNF     | 4246  |                       |
| 8                 | Rocío Garzón      | Equador       | 18.13     | 1.42 | 8.06  | 26.58w | 5.09 | 30.01 | 2:30.16 | 3905  |                       |
| 9                 | Natacha Rebaza    | Peru          | 15.08     | 1.69 | 9.16  | 27.60  | 5.06 | 28.59 | DNF     | DNF   |                       |

Legenda
| Recorde mundial       | Recorde mundial (World record)               |                       | Recorde africano                      | Recorde africano (African) |                                           | Q | Classificado por posição (Qualified) |
| Recorde do campeonato | Recorde do campeonato (Championship record)  | Recorde da América    | Recorde da América (Americas)         | q                          | Classificado por melhor tempo (Qualified) |   |                                      |
| Melhor marca do ano   | Melhor marca do ano (World leading)          | Recorde asiático      | Recorde asiático (Asian)              | DNS                        | Não largou (Did not start)                |   |                                      |
| Recorde nacional      | Recorde nacional (National record)           | Recorde europeu       | Recorde europeu (European)            | DNF                        | Não terminou (Did not finish)             |   |                                      |
| Recorde pessoal       | Recorde pessoal do atleta (Personal best)    | Recorde da Oceania    | Recorde da Oceania (Oceania)          | DSQ / DQ                   | Desclassificado (Disqualified)            |   |                                      |
| Recorde da temporada  | Recorde da temporada do atleta (Season best) | Recorde sul-americano | Recorde sul-americano (South America) | NM                         | Sem marca (No mark)                       |   |                                      |